# Emarginea minastes
Emarginea minastes är en fjärilsart som beskrevs av Dyar 1920. Emarginea minastes ingår i släktet Emarginea och familjen nattflyn. Inga underarter finns listade i Catalogue of Life.